# Spinimuricea atlantica
Spinimuricea atlantica is een zachte koraalsoort uit de familie Plexauridae. De koraalsoort komt uit het geslacht Spinimuricea. Spinimuricea atlantica werd in 1862 voor het eerst wetenschappelijk beschreven door Johnson. 